# Sofiane Daid
Sofiane Daid (arabe : سفيان دايد) est un nageur algérien, spécialiste des épreuves de sprint en brasse (100 m et 200 m), né le 6 novembre 1982, à Tizi Ouzou.

## Palmarès

### Compétitions internationales
| Année | Compétition                        | Lieu       | Résultat | Catégorie            |
| ----- | ---------------------------------- | ---------- | -------- | -------------------- |
| 2002  | Championnats d'Afrique de natation | Le Caire   | 2e       | 100 m brasse         |
| 2003  | Jeux africains                     | Abuja      | 2e       | 50 m brasse          |
| 2003  | Jeux africains                     | Abuja      | 2e       | 100 m brasse         |
| 2005  | Jeux méditerranéens                | Almería    | 3e       | 200 m brasse         |
| 2006  | Championnats d'Afrique de natation | Dakar      | 1er      | 200 m brasse         |
| 2006  | Championnats d'Afrique de natation | Dakar      | 2e       | 100 m brasse         |
| 2006  | Championnats d'Afrique de natation | Dakar      | 2e       | 200 m papillon       |
| 2006  | Championnats d'Afrique de natation | Dakar      | 2e       | 4x100 m quatre nages |
| 2007  | Jeux africains                     | Alger      | 1er      | 200 m brasse         |
| 2007  | Jeux africains                     | Alger      | 2e       | 100 m brasse         |
| 2007  | Jeux africains                     | Alger      | 2e       | 4x100 m quatre nages |
| 2010  | Championnats d'Afrique de natation | Casablanca | 2e       | 50 m brasse          |
| 2010  | Championnats d'Afrique de natation | Casablanca | 2e       | 200 m brasse         |
| 2010  | Championnats d'Afrique de natation | Casablanca | 2e       | 4x100 m quatre nages |
| 2010  | Championnats d'Afrique de natation | Casablanca | 3e       | 100 m brasse         |
| 2011  | Jeux africains                     | Maputo     | 2e       | 4x100 m relais       |
| 2011  | Jeux africains                     | Maputo     | 3e       | 200 m brasse         |